# Sergio Rodríguez (Fußballspieler)
Sergio Gonzalo Rodríguez Budes (* 5. Januar 1985 in Montevideo) ist ein uruguayischer ehemaliger Fußballspieler.

## Karriere

### Verein
Der 1,84 Meter große Defensivakteur Rodríguez gehörte zu Beginn seiner Karriere ab Jahresbeginn 2005 und nach einem von Ende August 2005 bis Ende November jenes Jahres währenden kurzzeitigen Leih-Engagement bei Maccabi Tel Aviv erneut bis in die Apertura 2009 dem Kader des Danubio FC an. Drei persönlich torlosen Einsätzen in der Zwischensaison 2005 folgten nach seiner Rückkehr saisonübergreifend 100 absolvierte Spiele in der Primera División, bei denen er vier Treffer erzielte. Sein Verein wurde 2006/07 Uruguayischer Meister. 
Seite Ende Januar 2010 setzte er seine Laufbahn im Rahmen einer weiteren Ausleihe bei Quilmes AC in Argentinien fort. Nach 17 Einsätzen (kein Tor) in der Primera B Nacional verließ er den Klub zur Jahresmitte und schloss sich Rosario Central an. Zwölfmal lief er beim Verein aus Rosario in der Primera B Nacional auf und traf einmal ins gegnerische Tor.
Von Mitte Juli 2011 bis Anfang September 2011 war der Baniyas SC sein Arbeitgeber. Es folgte ab Oktober 2011 bis Juli 2012 eine Station bei den Montevideo Wanderers, für die er in der Saison 2011/12 17-mal in der höchsten uruguayischen Liga auflief und zwei Tore schoss. 
Anschließend spielte er zwei Jahre beim argentinischen Club Atlético Belgrano. Er absolvierte 2012/13 16 (ein Tor) und 2013/14 14 Partien (kein Tor) in der Primera División und je eine Begegnung (kein Tor) der Copa Sudamericana sowie der Copa Argentina. Sodann wechselte er im Juli 2014 zu Atlético Tucumán. Dort wurde er dreimal (kein Tor) in der Primera B Nacional eingesetzt. 
Im Februar 2015 wechselt er zu Instituto Atlético Central Córdoba. Für diesen Klub lief er 54-mal in der Primera B Nacional auf und schoss drei Tore. Zudem stehen zwei torlose Einsätze in der Copa Argentina für ihn zu Buche. Mitte August 2016 schloss er sich Independiente Rivadavia an. Bislang (Stand: 16. August 2017) absolvierte er dort 29 Ligaspiele (zwei Tore).

### Nationalmannschaft
Rodríguez gehörte dem Kader der uruguayischen U-20-Auswahl an, der an der U-20-Südamerikameisterschaft 2005 in Kolumbien teilnahm. Er war mindestens im Juni 2007 Mitglied der von Roland Marcenaro betreuten U-23-Auswahl Uruguays.

### Erfolge
- Uruguayischer Meister: 2006/07